# روبرت إتش إدموندز جونيور
روبرت إتش إدموندز جونيور (بالإنجليزية: Robert H. Edmunds, Jr.)‏ هو محامي وقاضي أمريكي، ولد في 17 أبريل 1949 في دانفيل في الولايات المتحدة.

## وصلات خارجية
- روبرت إتش إدموندز جونيور على موقع إن إن دي بي (الإنجليزية)